# Atletismo nos Jogos Olímpicos de Verão da Juventude de 2010 - 200 m masculino
As provas dos 200m masculino do atletismo nos Jogos Olímpicos de Verão da Juventude de 2010 foram realizadas nos dias 19 (qualificatória) e 22 de agosto (finais), no Estádio Bishan, em Cingapura. 26 atletas estavam inscritos neste evento.

## Medalhistas
| Ouro   | CHN Xie Zhenye       |
| Prata  | JPN Keisuke Homma    |
| Bronze | GER Patrick Domogala |

## Eliminatórias

### Eliminatória 1
| Pos. | Raia | Nome                          | País                 | Tempo | Notas           | Final |
| ---- | ---- | ----------------------------- | -------------------- | ----- | --------------- | ----- |
| 1    | 3    | Okeudo Jonathan Nmaju         | NGR Nigéria          | 21.91 |                 | A     |
| 2    | 6    | Luca Valbonesi                | ITA Itália           | 22.14 |                 | B     |
| 3    | 4    | Abdullah Al-Asiri             | KSA Arábia Saudita   | 22.22 |                 | B     |
| 4    | 7    | Mlandvo Shongwe               | SWZ Essuatíni        | 22.24 |                 | B     |
| 5    | 8    | Davron Atabaev                | TJK Tajiquistão      | 22.61 |                 | C     |
| 6    | 2    | Faisal Jasim Mohammed Mohamed | BRN Bahrein          | 23.19 |                 | C     |
| 7    | 5    | John Rivan                    | PNG Papua-Nova Guiné |       | Desclassificado | D     |

### Eliminatória 2
| Pos. | Raia | Nome                            | País                         | Tempo | Notas      | Final |
| ---- | ---- | ------------------------------- | ---------------------------- | ----- | ---------- | ----- |
| 1    | 6    | Tomasz Kluczyński               | POL Polônia                  | 21.80 |            | A     |
| 2    | 5    | Siphelo Ngqabaza                | RSA África do Sul            | 22.75 |            | C     |
| 3    | 7    | J'Maal Alexander                | IVB Ilhas Virgens Britânicas | 22.97 |            | C     |
| 4    | 8    | Isaac Gbadegesin                | CIV Costa do Marfim          | 23.07 |            | C     |
| 5    | 2    | Celso Francisco Cossa           | MOZ Moçambique               | 23.24 |            | D     |
| 6    | 4    | Antimo-Constantino Oyono Nchama | GEQ Guiné Equatorial         | 23.39 |            | D     |
|      | 3    | Hensley Paulina                 | AHO Antilhas Neerlandesas    |       | Não largou | D     |

### Eliminatória 3
| Pos. | Raia | Nome                | País                  | Tempo | Notas | Final |
| ---- | ---- | ------------------- | --------------------- | ----- | ----- | ----- |
| 1    | 5    | Xie Zhenye          | CHN China             | 21.27 |       | A     |
| 2    | 6    | Brandon Sanders     | USA Estados Unidos    | 21.81 |       | A     |
| 3    | 4    | Guy-Elphege Anouman | FRA França            | 21.95 |       | B     |
| 4    | 3    | Oussman Gibba       | GAM Gâmbia            | 22.09 |       | B     |
| 5    | 2    | Darvin Sandy        | TRI Trinidad e Tobago | 22.12 |       | B     |
| 6    | 7    | Jason Leslie        | BIZ Belize            | 25.63 |       | D     |

### Eliminatória 4
| Pos. | Raia | Nome              | País                      | Tempo | Notas | Final |
| ---- | ---- | ----------------- | ------------------------- | ----- | ----- | ----- |
| 1    | 6    | Patrick Domogala  | GER Alemanha              | 21.49 |       | A     |
| 2    | 5    | Antonio Rodrigues | BRA Brasil                | 21.70 |       | A     |
| 3    | 3    | Keisuke Homma     | JPN Japão                 | 21.74 |       | A     |
| 4    | 7    | Jeneko Place      | BER Bermudas              | 21.76 |       | A     |
| 5    | 4    | Ts'Ehla Monethi   | LES Lesoto                | 22.38 |       | C     |
| 6    | 2    | Lonzo Wilkinson   | SKN São Cristóvão e Neves | 23.76 |       | D     |

## Finais

### Final D
| Pos. | Raia | Nome                            | País                      | Tempo | Notas      |
| ---- | ---- | ------------------------------- | ------------------------- | ----- | ---------- |
| 1    | 7    | John Rivan                      | PNG Papua-Nova Guiné      | 22.12 |            |
| 2    | 4    | Celso Francisco Cossa           | MOZ Moçambique            | 22.99 |            |
| 3    | 3    | Antimo-Constantino Oyono Nchama | GEQ Guiné Equatorial      | 23.08 |            |
| 4    | 5    | Lonzo Wilkinson                 | SKN São Cristóvão e Neves | 23.23 |            |
| 5    | 6    | Jason Leslie                    | BIZ Belize                | 25.43 |            |
|      | 2    | Hensley Paulina                 | AHO Antilhas Neerlandesas |       | Não largou |

### Final C
| Pos. | Raia | Nome                         | País                         | Tempo | Notas      |
| ---- | ---- | ---------------------------- | ---------------------------- | ----- | ---------- |
| 1    | 6    | Ts'Ehla Monethi              | LES Lesoto                   | 22.14 |            |
| 2    | 3    | Davron Atabaev               | TJK Tajiquistão              | 22.24 |            |
| 3    | 5    | J'Maal Alexander             | IVB Ilhas Virgens Britânicas | 22.73 |            |
| 4    | 7    | Isaac Gbadegesin             | CIV Costa do Marfim          | 23.05 |            |
|      | 4    | Siphelo Ngqabaza             | RSA África do Sul            |       | Não largou |
|      | 2    | Faisal Jasim Mohamed Mohamed | BRN Bahrein                  |       | Não largou |

### Final B
| Pos. | Raia | Nome                | País                  | Tempo | Notas      |
| ---- | ---- | ------------------- | --------------------- | ----- | ---------- |
| 1    | 4    | Luca Valbonesi      | ITA Itália            | 21.98 |            |
| 2    | 6    | Darvin Sandy        | TRI Trinidad e Tobago | 22.15 |            |
| 3    | 3    | Oussman Gibba       | GAM Gâmbia            | 22.16 |            |
| 4    | 2    | Mlandvo Shongwe     | SWZ Essuatíni         | 22.46 |            |
| 5    | 7    | Abdullah Alasiri    | KSA Arábia Saudita    | 22.49 |            |
|      | 5    | Guy-Elphege Anouman | FRA França            |       | Não largou |

### Final A
| Pos.              | Raia | Nome                  | País               | Tempo | Notas |
| ----------------- | ---- | --------------------- | ------------------ | ----- | ----- |
| Medalha de ouro   | 4    | Xie Zhenye            | CHN China          | 21.22 |       |
| Medalha de prata  | 5    | Keisuke Homma         | JPN Japão          | 21.27 |       |
| Medalha de bronze | 3    | Patrick Domogala      | GER Alemanha       | 21.36 |       |
| 4                 | 2    | Brandon Sanders       | USA Estados Unidos | 21.44 |       |
| 5                 | 7    | Jeneko Place          | BER Bermudas       | 21.50 |       |
| 6                 | 3    | Okeudo Jonathan Nmaju | NGR Nigéria        | 21.52 |       |
| 7                 | 8    | Tomasz Kluczyński     | POL Polônia        | 21.56 |       |
| 8                 | 5    | Antonio Rodrigues     | BRA Brasil         | 21.60 |       |